# Acamptonectes
Acamptonectes ist eine Gattung der ausgestorbenen Ichthyosaurier aus der Unterkreide Europas. Die einzige bekannte Art, Acamptonectes densus, war ein relativ moderner Ichthyosaurier und lebte vor rund 130 Millionen Jahren auf dem Gebiet des heutigen Europas. Fossile Exemplare wurden im britischen Speeton und Filey sowie im deutschen Cremlingen gefunden. Acamptonectes wird innerhalb der Ichthyosaurier in die Ophthalmosauridae gestellt, der nächste Verwandte ist Ophthalmosaurus. Dass Ichthyosaurier mit Acamptonectes bis in die Unterkreide vorkamen, widerspricht einer früheren These von einem Massenaussterben in dieser Gruppe zum Ende des Jura.

## Merkmale
Die Anatomie von Acamptonectes densus folgte wohl weitgehend dem Grundbauplan der Thunnosauria. Die Schnauze war lang, nur rund 45 mm breit und sehr niedrig. Der Unterkiefer war mit relativ kleinen Zähnen besetzt, ähnlich wie beim nahe verwandten Ophthalmosaurus, und schloss mit einem stumpfen Ende ab. Die Rippen waren im Vergleich mit nahe verwandten Gattungen sehr kräftig, die Wirbel standen dicht zusammen.

## Geographische Verbreitung
Acamptonectes wurde bislang in Südengland (Speeton Beds) und in Norddeutschland (Cremlingen) gefunden. Beide Regionen wurden während der Unterkreide von einem Teilmeer der Tethys bedeckt.

## Stratigraphie und zeitlicher Horizont
Die Schicht der Speeton Beds, aus denen die Acamptonectes-Fossilien stammen, wird dem basalen, das Cremlinger Exemplar dem oberen Hauterivium zugerechnet. Das entspricht einem zeitlichen Rahmen von 133 bis 130 Millionen Jahren. Möglicherweise reichte die Gattung auch noch zeitlich über das Hauterivium hinaus bis ins Albium.
Die Existenz von Acamptonectes während der frühen Kreide relativierte die bis dahin populäre Theorie von einem Massenaussterben der Ichthyosaurier am Übergang vom Jura zur Kreidezeit, das nur wenige Vertreter überlebt hätten. Tatsächlich existierten in der Kreide nicht nur die Platypterygiinae mit Platypterygius und verwandten Taxa fort, sondern auch die Schwesterlinie Ophthalmosaurinae. Kurze Zeit später wurden mit Leninia und Malawania weitere kreidezeitliche Ichthyosaurier beschrieben, die von einem Fortbestehen verschiedener Linien zeugen.

## Systematik und Taxonomie
Die Typart Acamptonectes densus wurde 2012 von Fischer et al. auf Basis dreier Fossilien beschrieben. Als Holotypus diente ein teilweise erhaltenes Skelett eines adulten Tieres aus den Speeton Beds (GLAHM 132855); ein Fund aus Filey (NHMUK R11185) und ein 2005 bei Autobahnbauarbeiten nahe Cremlingen gefundenes Fossil eines subadulten Tieres (SNHM1284-R) dienten als Paratypen. Der Gattungsname Acamptonectes ist aus dem Griechischen abgeleitet und bedeutet „steifer Schwimmer“ (ἄκαμπτος für „starr, steif“ und νήκτης für „Schwimmer“), das Artepitheton densus stammt aus dem Lateinischen und heißt „dicht“ oder „kompakt“. Beide Namen spielen auf die starre Wirbelsäule der Art an, die über dicht aneinandergereihte Wirbel verfügte. Fischer et al. halten ein bis zwei weitere Arten für möglich. Da die entsprechenden Funde aber sehr fragmentarisch sind, verzichteten sie auf eine genaue Zuordnung zu einem Taxon und stellten sie lediglich in beziehungsweise in die Nähe der Gattung Acamptonectes. 
Eine osteologische Analyse der verfügbaren Fossilien ergab eine nahe Verwandtschaft zur Gattung Ophthalmosaurus, die während des ausgehenden Juras existierte. Beide Entwicklungslinien trennten sich im Oxfordium (Spätjura). Acamptonectes war damit ein relativ moderner Vertreter der Thunnosauria, allerdings ursprünglicher als etwa Platypterygius.